# جوآن کلی
جوآن کلی (به انگلیسی: Joanne Kelly) یک بازیگر کانادایی است که بیشتر برای بازی در نقش یک مأمور سرویس مخفی آمریکا به نام مایکا برینگ در سریال انبار ۱۳ شناخته می‌شود. او در فیلم پلک نزن بازی کرده است.

## زندگی و حرفه
جوآن در نیوفاندلند و لابرادور در کانادا زاده شد. او در دانشگاه اکدیا تحصیل کرد و اولین نقشش را در سال ۲۰۰۲ در فیلم خلیج عشق و غم بازی کرد. کلی در فیلمهای بسیاری بازی کرده که از آنها می‌توان به فیلم زنجیرها و تیرها در کنار پل گراس اشاره کرد. او همچنین در مجموعه تلویزیونی خانواده غیرمعمولی نقش ریچل جیکوب را داشت. او اکنون مجموعه تلویزیونی انبار شماره ۱۳ را از شبکه سای فای در حال پخش دارد.

## جوایز
کلی در سال ۲۰۰۶ در جشنواره فیلم جمینی، نامزد جایزه بهترین نقش اول زن درام در تله‌فیلم خانه بازی شد.